# Chlorurus strongylocephalus
Chlorurus strongylocephalus es una especie de peces de la familia Scaridae en el orden de los Perciformes.

## Morfología
Los machos pueden llegar alcanzar los 70 cm de longitud total.

## Distribución geográfica
Se encuentra desde el África Oriental hasta el suroeste de Indonesia y el Mar de Andaman.